# بنایی

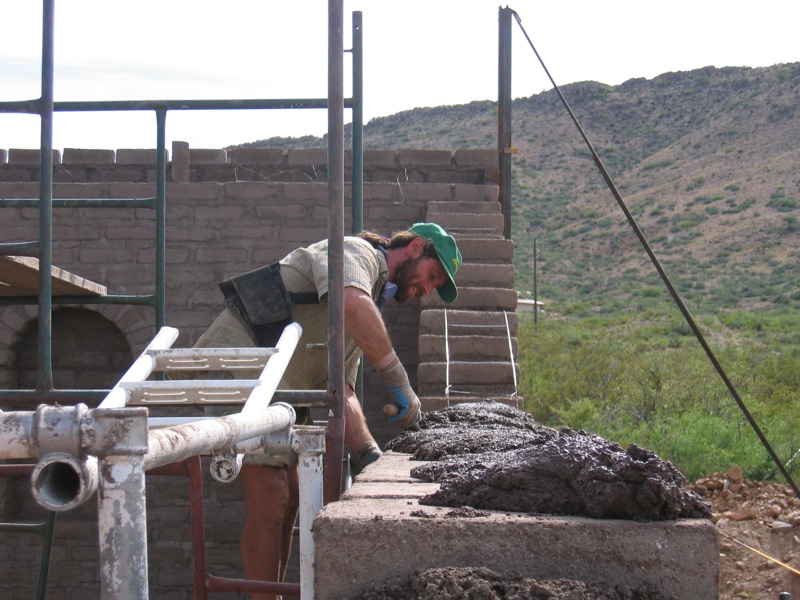
یک بنا در حال ساخت سازهٔ بنایی.

بنایی (به انگلیسی: Masonry) یکی از ساده‌ترین و غنی‌ترین و متنوع‌ترین روش‌های ساخت ساختمان است. بنا تکه‌هایی از مواد (آجر، سنگ یا بلوک‌های بتنی که در مجموع به آنها مصالح بنایی گفته می‌شود) را روی یکدیگر قرار می‌دهد تا دیوار بسازد. از آنجاییکه سازه در بنایی توسط اجزای کوچک ساخته می‌شود، این سازه می‌تواند تقریباً هرشکلی به خود بگیرد، از یک دیوار مسطح گرفته تا سطوح سینوسی شکل که تفکیک آن از دیوار یا سقف دشوار است.
مصالح بنایی یکی از قدیمی‌ترین مصالح ساختمانی هستند. آجرهای سفالی (خشتی) خشک شده در آفتاب در ۸۰۰۰ سال قبل از میلاد مسیح مورد استفاده قرار گرفتند. منشأ بنایی به‌طور کلی توسط مورخان به تمدن‌های اولیه مصر و بین‌النهرین که در حدود ۳۰۰۰ سال قبل از میلاد وجود داشته است، بازمی‌گردد. در واقع، تا زمانی که فولاد و سیمان پرتلند در اواسط قرن نوزدهم کشف شد، سنگ تنها مصالح ساختمانی موجود برای ساخت سازه‌های ساختمانی بزرگ و پل‌ها بود.

## تاریخچه
حرفه بنّایی به‌طور خودبه‌خود و همزمان با ایجاد دیوارهای کم ارتفاع با چیدن سنگ‌ها یا تکه‌های گِل گرفته شده از گودال‌های خشک شده آغاز شد. ملات در اصل گِلی بود که به درزهای دیوار عمودی می‌مالیدند تا پایداری و مقاوم‌بودن در برابر آب و هوا را ایجاد کند. جایی که سنگ به راحتی در دسترس بود، آن را به آجر ترجیح می‌دادند. در جایی که سنگ در دسترس نبود، آجرها از خاک رس و لای محلی ساخته می‌شدند. با گذشت هزاره‌ها تغییرات به وجود آمد: مردم استخراج، تراش و پوشاندن سنگ را با دقت فزاینده‌ای آموختند. آتش‌هایی که بر روی دیوارهای آجری افروخته می‌شدند، آگاهی از مزایای آجر سوخته را به ارمغان آورد که منجر به اختراع کوره شد. بناها هنر ساده تبدیل سنگ آهک به آهک را آموختند و ملات آهک به تدریج جایگزین گل شد.

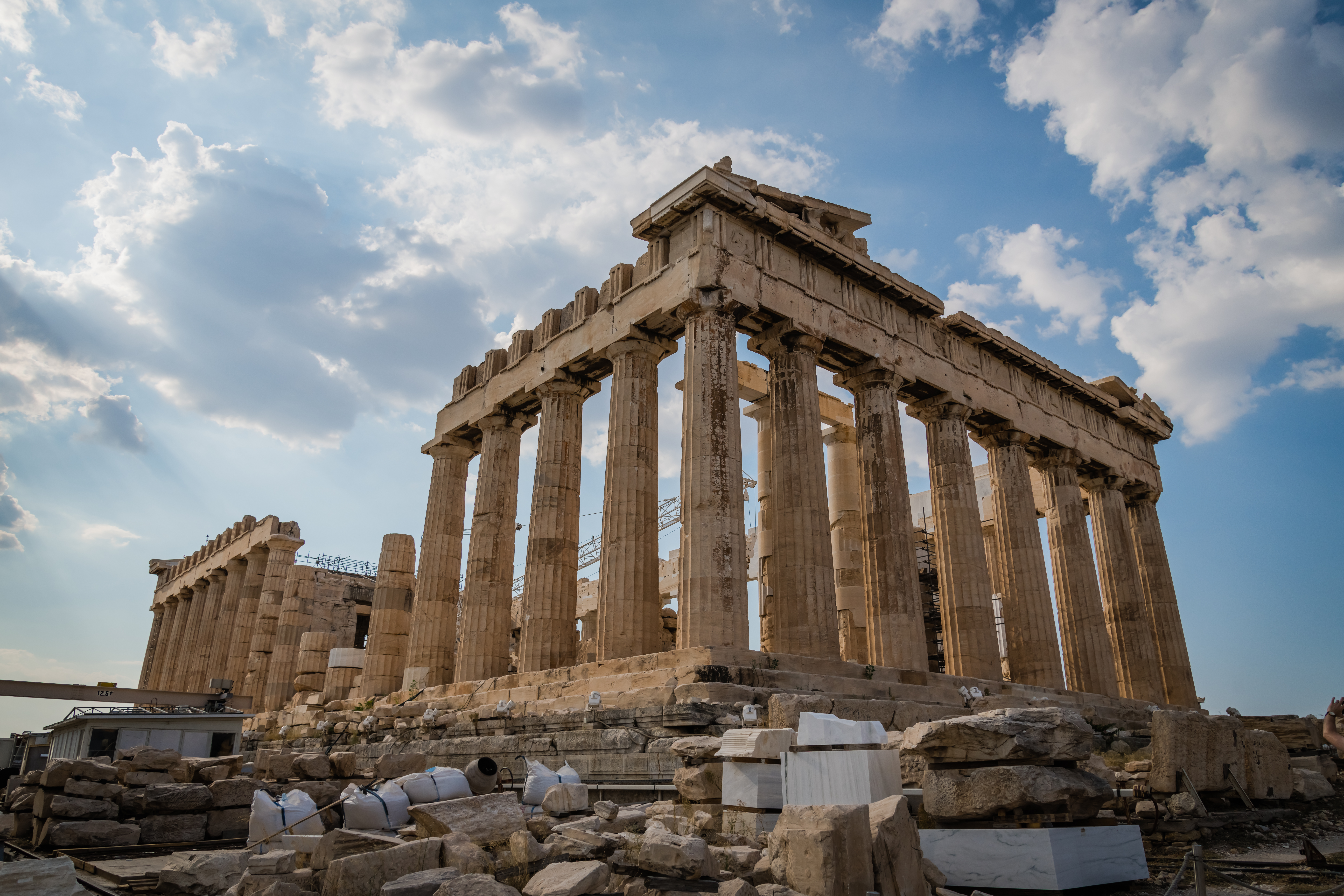
پارتنون که از سنگ مرمر ساخته شده است، بیش از ۲۴ قرن در آکروپولیس آتن ایستاده است.

در هزاره چهارم قبل از میلاد، مردم بین‌النهرین، کاخ‌ها و معابد را از سنگ و آجر می‌ساختند. در هزاره سوم، مصریان اولین معابد و اهرام سنگی خود را برپا کردند. در قرن‌های آخر قبل از تولد مسیح، یونانیان معابد خود را از سنگ آهک و مرمر به کمال رساندند. سپس کنترل دنیای غرب به رومیان واگذار شد، که اولین استفاده گسترده از طاق‌های بنایی و سقف‌های گنبدی را در معابد، کلیساها، حمام‌ها، کاخ‌ها و قنات‌ها انجام دادند.

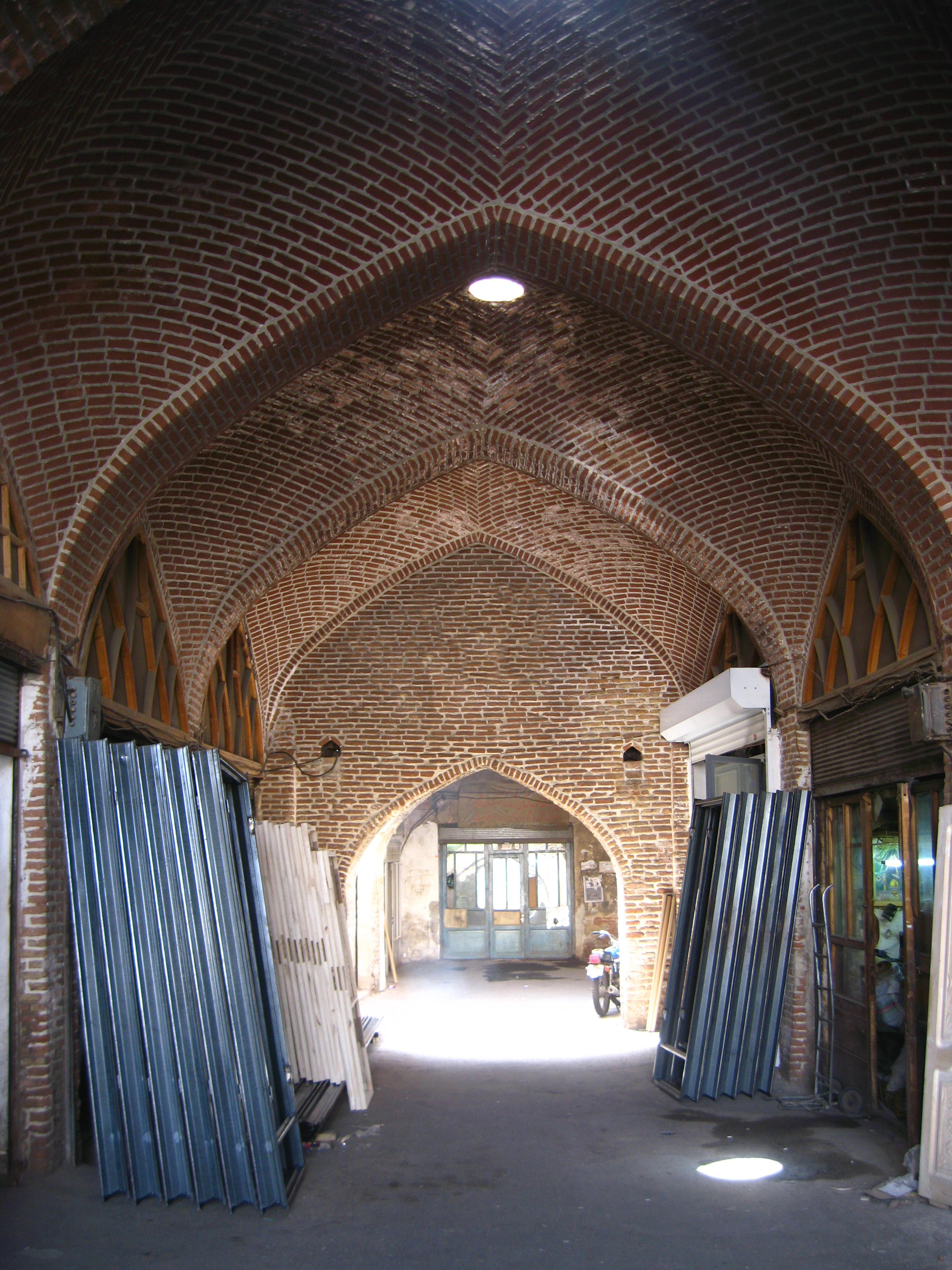
طاق‌های آجری بازار تبریز

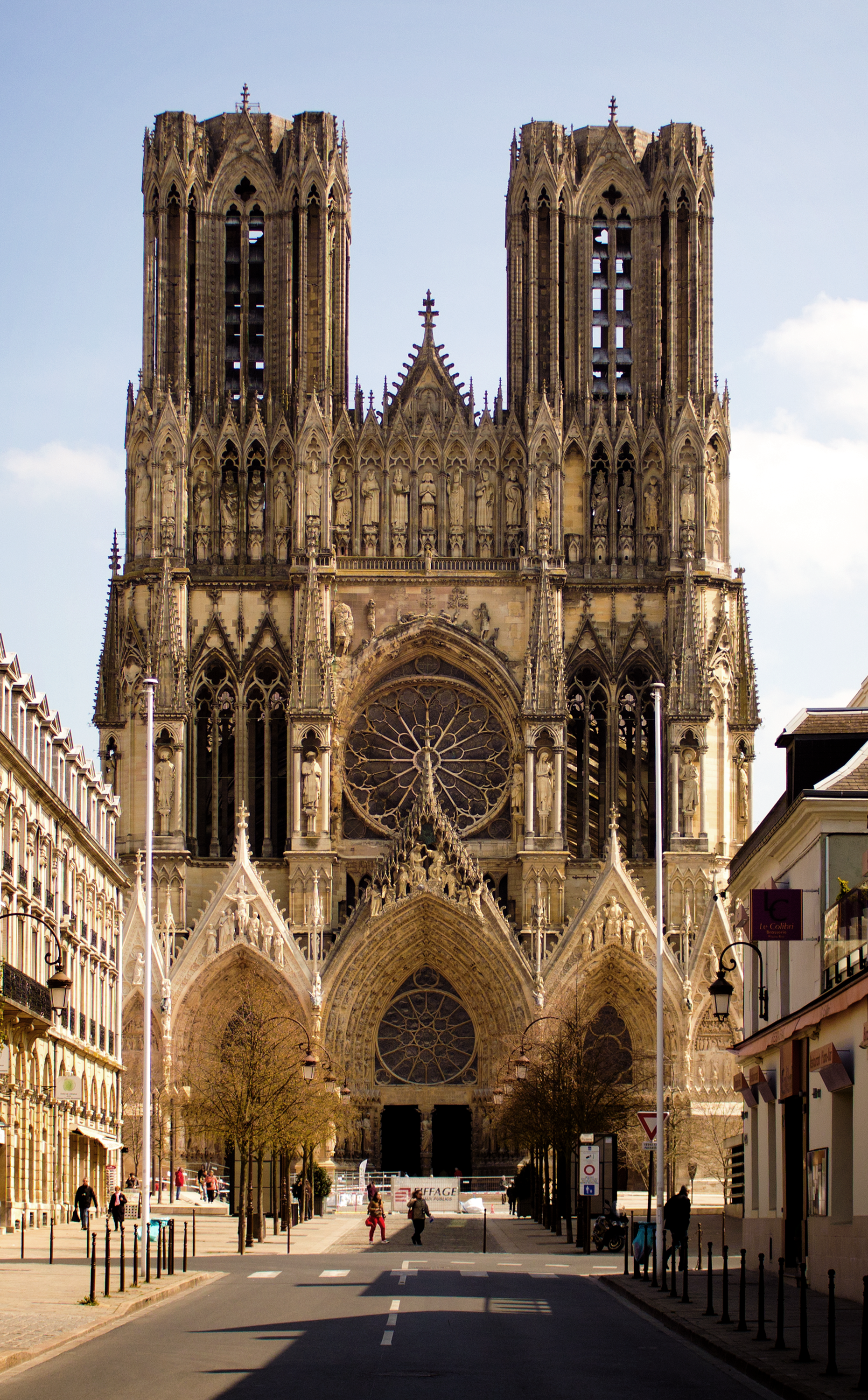
نمای کلیسای نوتردام پاریس نمونه‌ای از معماری گوتیک

تمدن‌های قرون وسطایی هم در اروپا و هم در جهان اسلام، طاق بنایی را به سطح بسیار بالایی از توسعه رساندند. صنعتگران اسلامی کاخ‌ها، بازارها و مساجد باشکوهی را از آجر می‌ساختند و اغلب با کاشی‌های گلی لعاب‌دار تزئین می‌کردند. اروپایی‌ها تلاش‌های خود را به سمت قلعه‌ها و کلیساهای سنگی هدایت کردند که به طاق‌های نوک تیز و تکیه‌گاه‌های بلند کلیساهای بزرگ گوتیک ختم شد. در آمریکای مرکزی، آمریکای جنوبی و آسیا، تمدن‌های دیگر به‌طور همزمان در حال تکامل تکنیک‌های بنایی در سنگ‌های برش خورده بودند.
در طول انقلاب صنعتی در اروپا و آمریکای شمالی، ماشین‌هایی برای استخراج سنگ و پرداخت آن، قالب‌گیری آجر و حمل سریع این مواد سنگین به محل ساختمان توسعه یافتند. ریاضیات پیچیده برای اولین بار در تجزیه و تحلیل ساختار طاق‌های بنایی و هنر سنگ‌بری به کار گرفته شد. ملات سیمان پرتلند به‌طور گسترده مورد استفاده قرار گرفت و امکان ساخت ساختمان‌های بنایی با استحکام و دوام بیشتر را فراهم کرد.
در اواخر قرن ۱۹، مصالح بنایی شروع به از دست دادن اولویت خود در بین مصالح ساختمانی کرد. ساختمان‌های بسیار بلند شهرهای مرکزی به قاب‌هایی از آهن یا فولاد نیاز داشتند تا جایگزین دیوارهای باربر ضخیم مصالح بنایی شوند که ارتفاع ساخت را محدود می‌کرند. بتن مسلح که به سرعت و با صرفه اقتصادی به داخل قالب‌های ساده ساخته شده از چوب ریخته شد، شروع به جایگزینی آجر و مصالح بنایی در پی‌ها و دیوارها کرد. طاق بنایی سنگین با سازه‌های سبک‌تر کف و سقف از فولاد و بتنی که سریع‌تر برپا می‌شدند جایگزین شد.
اختراع بلوک سیمانی توخالی در قرن نوزدهم به جلوگیری از انقراض بنایی به عنوان یک صنعت کمک کرد. بلوک سیمانی بسیار ارزان‌تر از سنگ‌تراش خورده بود و به کار بسیار کمتری نسبت به آجر نیاز داشت. می‌توان آن را با روکش‌های آجری یا سنگی ترکیب کرد تا دیوارهای کم‌هزینه‌تری بسازند که هنوز از نظر ظاهری رضایت‌بخش بودند. دیوار حفره‌ای آجری، یک اختراع بریتانیایی در اوایل قرن نوزدهم، همچنین به بقای بنایی کمک کرد، زیرا دیواری گرم‌تر و ضدآب‌تر تولید کرد که بعداً زمانی که اواسط قرن بیستم مواد عایق مناسب در دسترس قرار گرفت، به راحتی با معرفی عایق‌های حرارتی سازگار شد.
از دیگر کمک‌های قرن بیستم به ساخت‌و ساز به روش بنایی می‌توان به توسعه تکنیک‌هایی برای مصالح بنایی تقویت‌شده فولادی، ملات‌های با مقاومت بالا، واحدهای بنایی (هم آجر و هم بلوک‌های سیمانی) که از نظر استحکام سازه‌ای بالاتر هستند، و مصالح بنایی از انواع مختلف که میزان کار را کاهش می‌دهند، اشاره کرد.
از آنجایی که توسعه سایر مصالح ساختمانی بسیار دیر اتفاق افتاده است، بیشتر آثار بزرگ معماری در جهان و بسیاری از بهترین معماری‌های بومی توسعه‌یافته، به روش بنایی ساخته شده‌اند. ما در میان میراث غنی ساختمان‌های بنایی زندگی می‌کنیم.

## کاربردها
از بنایی معمولاً برای ساخت دیوارها و ساختمان‌ها استفاده می‌شود. آجر و بلوک سیمانی از رایج‌ترین انواع مصالح بنایی مورد استفاده در جوامع صنعتی هستند و ممکن است باربر یا غیرباربر (نما) باشند. بلوک‌های سیمانی، مخصوصاً آن‌هایی که توخالی هستند، امکانات گوناگونی را در یک ساختمان بنایی فراهم می‌کند. آن‌ها عموماً مقاومت فشاری بالایی دارند و هنگامی که حفره‌ها خالی باشند، مناسب‌ترین گزینه برای سازه‌هایی با بارهای افقی سبک هستند. پر کردن بخشی از حفره یا همهٔ آن با ملات یا بتن با آرماتور فولادی (میلگرد معمولی) مقاومت کششی و جانبی خیلی بیشتری به سازه می‌دهند. کارگران بنایی معمولاً به صورت ساعتی و براساس جایگاه شغلی خود دستمزد می‌گیرند.

### مزایا
- استفاده از مصالحی از قبیل آجر و سنگ می‌تواند ظرفیت گرمایی ساختمان را افزایش دهد.
- مصالح بنایی محصولی غیرقابل اشتعال است و می‌تواند در برابر آتش از ساختمان محافظت کند.
- دیوارهای بنایی در برابر اشیاء پرتاب شده نظیر آوار در اثر گردباد و طوفان مقاوم‌تر هستند.

### معایب
- شرایط بد آب و هوایی، تحت شرایط خاص، می‌تواند باعث زوال سازه بنایی در اثر نیروهای ناشی از انبساط و انقباض مربوط به چرخه یخ‌زدن و آب‌شدن شود.
- سازه بنایی به سنگینی گرایش دارد و باید بر روی یک شالوده مقاوم مانند بتن مسلح ساخته شود تا از ترک خوردگی و نشست‌های نامتقارن جلوگیری شود.
- به غیر از فرایند عمل آوری بتن، مراحل احداث سازه بنایی وابستگی کمی به تجهیزات صنعتی و ماشینی دارد اما درمقابل به نیروی کار ماهر و باتجربه نیازمند خواهد بود.
- سازه بنایی از اجزای سست تشکیل شده است و نسبت به ارتعاش، در مقایسه با مصالح دیگر مانند بتن مسلح، پلاستیک‌ها، چوب، یا فلزات تحمل کمتری دارند.

### محدودیت‌های ساخت‌وساز
سازه بنایی مقاومت فشاری بالایی در برابر بارهای عمودی دارند اما مقاومت کششی پایینی (در برابر تا شدن و کشش) دارند مگر اینکه مسلح شوند. مقاومت کششی دیوارهای بنایی را می‌توان با ضخیم کردن دیوار یا با ساختن جرزهای بنایی (ستون‌های عمودی یا تیر تقویتی) در فواصل دیوار افزایش داد. هر کجا عملی باشد می‌توان تقویت فولادی نظیر کلاف‌های قائم اضافه کرد.

## نما بنایی
دیوار نمای بنایی متشکل از واحدهای بنایی، معمولاً از آجرهای پایه رسی، روی یک یا دو طرف دیوار مستقل از نظر سازه‌ای که معمولاً از چوب یا مصالح بنایی ساخته شده‌اند، نصب می‌شوند. در این متن آجر بنایی در درجهٔ اول جنبهٔ تزئینی دارد، نه سازه‌ای. آجرهای نما عموماً از طریق بست‌های آجر به دیوار سازه‌ای متصل می‌شوند (نوارهای فلزی که به دیوارهای سازه‌ای و به اتصالات ملات آجرنما، متصل هستند). معمولاً یک فضای خالی میان دیوار سازه‌ای و آجرنما وجود دارد. همان‌طور که آجر پایه رسی معمولاً به‌طور کامل ضدآب نیست، دیوار سازه‌ای اغلب دارای یک سطح مقاوم در برابر آب (معمولاً کاغذ قیراندود) با حفره‌های زهکشی که می‌توانند در قسمت پایین آجرنما تعبیه شوند، هستند تا رطوبت تجمع یافته درون شکاف را زهکشی کند. گاهی بلوک‌های بتنی، سنگ‌های طبیعی و تراش‌خورده و خشت نما خیلی شبیه به دیوار نما به کار برده می‌شود. اکثر ساختمان‌های عایق‌دار که از بلوک‌های بتنی، آجر، خشت، سنگ، دیوارهای نما یا برخی ترکیبات مرتبط با آن که عایق داخلی را به صورت پشم شیشه در بین گل میخ‌های دیوار چوبی یا به صورت تخته‌های عایق مستحکم که با اندود یا تخته‌گچی پوشیده شده، استفاده می‌کنند. در اکثر شرایط آب و هوایی این عایق‌بندی در قسمت بیرونی دیوار بسیار موثرتر است، زیرا اجازه می‌دهد فضای داخلی ساختمان از ذخیره حرارتی پیش گفته در سازه بنایی بهره‌مند شوند. اگرچه این روش نیازمند یک نوع سطح خارجی مقاوم در برابر آب و هوا برروی عایق می‌باشد و در نتیجه هزینه آن به‌طور کلی بالاتر است.

## خشکه چینی
مقاومت دیوار بنایی به‌طور کامل به چسبندگی بین مصالح ساختمانی و ملات وابسته نیست. اصطکاک بین چفت و بست بلوک‌های بنایی غالباً به قدری قوی است که به خودی خود می‌تواند باعث ایجاد مقاومت بزرگی شود. به بلوک‌ها گاهی شیارها یا ویژگی‌های سطحی دیگری اضافه می‌گردد تا این پیوستگی را افزایش دهند، برخی سازه‌های خشکه‌چینی شده کلاً از ملات صرف نظر می‌کنند.

## آجر
آجرکاری توپر که از دو یا چند جدار آجری با واحدهایی که به صورت افقی قرار دارند (آجر راسته نامیده می‌شوند) تشکیل شده است و به آجرهایی که به صورت عرضی در دیوار قرار دارند (آجر کله نامیده می‌شود) متصل شده است. هر ردیف از آجرها به عنوان یک رَج (رَگ) محسوب می‌شوند. الگویی که برای کله‌ها و راسته‌ها به کار می‌رود چند نوع اتصال متفاوت تولید می‌کند مانند اتصال رایج (با هر شش ردیف تشکیل شده از کله‌ها)، اتصال انگلیسی، و اتصال هلندی (با آجرهای کله و راسته که متناوباً در هر ردیف به کار رفته). اتصالات در مقاومت و میزان عایق‌بندی متفاوت عمل می‌کنند. اتصال‌هایی که به صورت عمودی نامنظم هستند، در مقایسه با اتصال‌های منظم تا حد زیادی مقاوم‌تر هستند و کمتر مستعد ترک‌خوردگی‌های بزرگ هستند.

### یکپارچگی و سادگی
مجموعه‌ای گسترده از مدل‌ها و انواع آجر که به‌طور عمده در جوامع صنعتی دردسترس هستند به ظاهر محصول نهایی تنوع می‌دهند. در ساختمان‌هایی که در دهه‌های ۱۹۵۰ تا ۱۹۷۰ ساخته شدند، درجه بالایی از یکنواختی آجر و دقت در بنایی متداول بود. از آن زمان به بعد، این سبک بیش‌از اندازه شسته و رفته محسوب می‌شد، در دوره‌ای، تلاش کردند تا با کارهای قدیمی‌تر و ناهموارتر رقابت کنند. بعضی سطوح آجری با قرار دادن آجرهای سوخته که رنگ تیره‌تر و شکل بی‌قاعده دارند، مشخصاً با ظاهر ساده‌ای ساخته شدند. برخی دیگر از آجرهای بازیافتی آنتیک یا آجرهای جدید که به‌طور مصنوعی از طریق به کار گرفتن روش‌های گوناگون مانند غلتیدن، ظاهر کهنه به خود گرفته‌اند، استفاده شدند. تلاش برای ایجاد ظاهر ساده از اواخر قرن ۲۰ام توسط سازندگان که در سبک آزاد و هنری تخصص داشتند انجام شد که ردیف‌ها عمداً صاف نیستند و در عوض موج‌دار هستند تا تأثیر اساسی‌تری داشته باشند.

### سازه بنایی مارپیچ
دیوار پیچ و خم‌دار یک دیوار آجری است که از الگوی مارپیچ به جای خط صاف تبعیت می‌کند. این نوع دیوارها نسبت به دیوارهای صاف مقاومت بیشتری در برابر واژگونی دارند، به قدری که ممکن است تنها از آجر غیرمسلح تک‌جدار ساخته شوند و برخلاف طول بلندش ممکن است از دیوار مستقیم مقرون به صرفه‌تر باشند.

## بلوک سیمانی

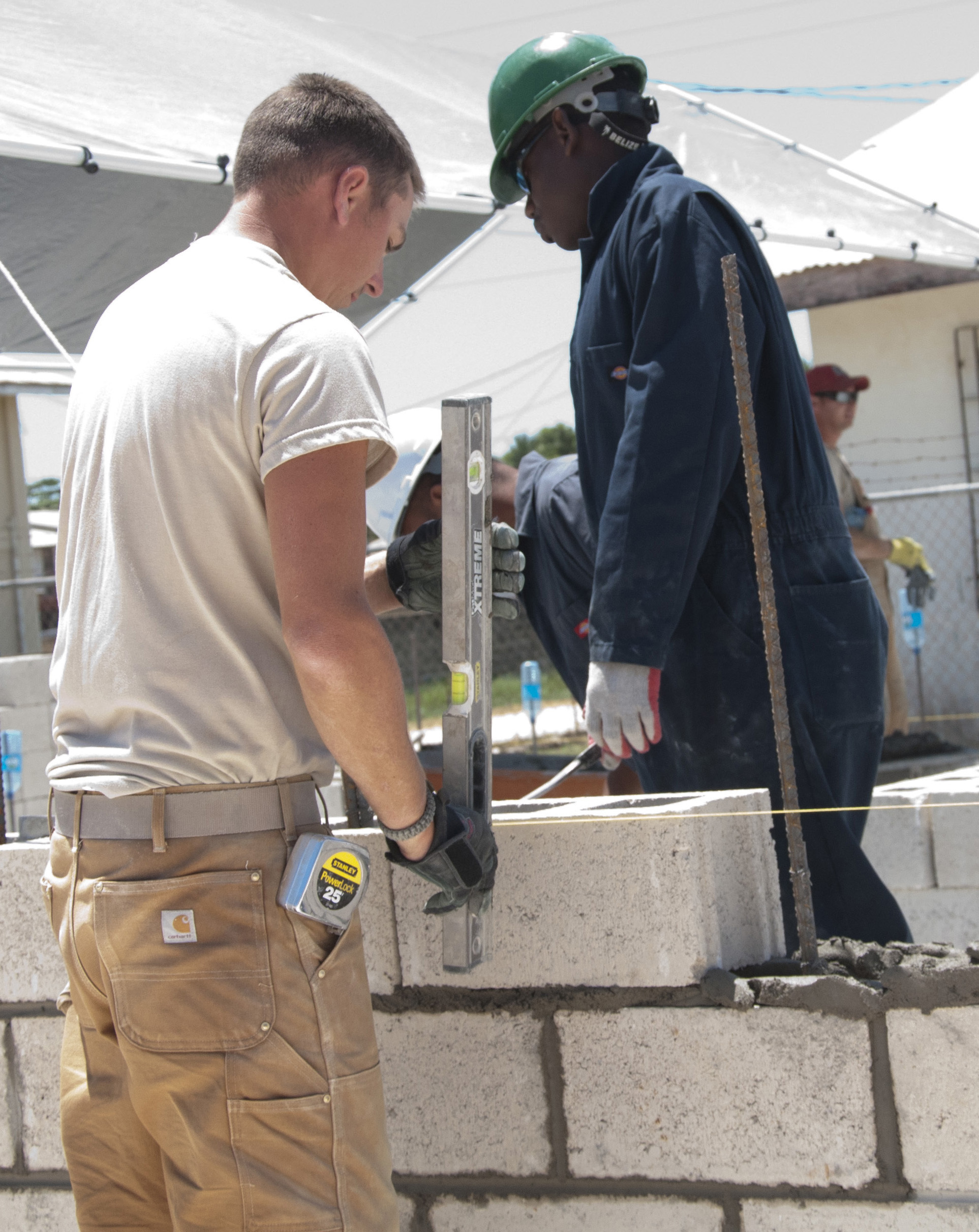
ساخت دیوار توسط بلوک‌های سیمانی

بلوک‌های بتن سرباره (بلوک‌های سرباره یا BREEZEBLOCKS)، بتن معمولی (بلوک‌های سیمانی) یا بلوک‌های توخالی به‌طور کلی به عنوان واحدهای بنایی سیمانی (CMUS) (واحدهای بنایی سیمانی) شناخته می‌شوند. آنها معمولاً از آجرهای معمولی بسیار بزرگتر هستند و در دیواری با ابعاد معلوم سریع‌تر قرار داده می‌شوند. به‌علاوه، بلوک‌های سیمانی و سرباره‌ای به‌طور معمول میزان جذب آب کمتری نسبت به آجر دارند. آن‌ها اغلب به‌عنوان هستهٔ سازه‌ای برای آجرنما بنایی استفاده می‌شوند، یا به تنهایی برای دیوار کارخانه‌ها، گاراژها و دیگر ساختمان‌های صنعتی که چنین ظاهری قابل قبول و مطلوب باشد، استفاده می‌شود. غالباً روی چنین بلوک‌هایی از سطح اندود نمادار به‌عنوان تزئینات استفاده می‌کنند. به همین منظور گاهی، روی سطح از اندود سیمان، حاوی فیبرهای سنتزیک برای مسلح کردن که می‌تواند مقاومت بیشتری به دیوار بلوکی ببخشد، استفاده می‌شود. سطح سیمانی اغلب از قبل رنگ‌دار بوده و می‌تواند روکش‌شده یا رنگ‌شده باشد که در نهایت منجر به تشکیل سطحی مانند اندود نمادار می‌شود. مهم‌ترین مزیت سازه‌ای اولیه بلوک‌های بتنی در مقایسه با آجرهای پایه رسی کوچک‌تر این است که حفره‌های بلوک دیوار بنایی بتنی را می‌توان با بتن، با میلگرد یا بدون میلگرد فولادی مسلح، پُرکرد. به‌طور کلی حفره‌هایی مشخصاً برای پرکردن و مسلح‌کردن، به خصوص در گوشه‌ها، انتهای دیوار و بازشوها طراحی شده‌اند درحالی‌که دیگر حفره‌ها خالی باقی می‌مانند. این فرایند که باعث افزایش مقاومت و استحکام دیوار می‌شود از نظر اقتصادی به‌صرفه‌تر از پرکردن و مسلح کردن کل حفره‌هاست.
معمولاً در سازهایی که از واحدهای بنایی بتنی ساخته شده‌اند، بلوک‌های ردیف بالایی دیوار با بتن و آرماتور فولادی به یک‌دیگر متصل شده‌اند و یک کلاف افقی را تشکیل می‌دهند. اغلب آیین‌نامه ساختمانی مدرن برای کلاف‌های افقی کنترل‌هایی در نظر می‌گیرند. نوع دیگر از آرماتور فولادی، مربوط به مسلح کردن با آرماتور به فرم نردبانی را می‌توان در اتصالات ملات افقی در دیوارهای بلوک بتنی قرار داد. به‌طور کلی قراردادن آرماتور فولادی در دیوارهای بنایی بتنی منجر به مقاومت کششی و جانبی بیشتری نسبت به دیوارهای غیرمسلح می‌شود.
بنایی معمارانه، تکمیل بلوک‌های بنایی بتنی استاندارد است که از نظر زیباشناسی در ردیف واحدهای بنایی بتنی قرار می‌گیرد.
واحد بنایی بتنی را می‌توان با انواع مختلفی از ظواهر سطوح تولید کرد. آنها می‌توانند در طی فرایند تولید رنگ شوند یا بعد از نصب، روکش یا رنگ‌آمیزی شوند. آنها می‌توانند در بخشی از فرایند تولید شکسته شود تا سطح زبر بلوک‌ها ظاهری از سنگ طبیعی را نمایش‌دهد، مانند سنگ قهوه‌ای. واحدهای بنایی بتنی ممکن است شیاردار، آجدار، ماسه‌پاشی شده، صیقلی، خط‌دار (دندانه‌ای یا برس زده)، حاوی مصالح سنگی تزئینی باشند یا در طی فرایند عمل‌آوری به صورت کنترل شده افت کنند، یا شامل چندین نوع از این تکنیک‌ها در حین ساخت‌شان باشند تا ظاهری تزئینی را ارائه بدهند.
واحدهای بنایی بتنی لعاب‌دار، به‌وسیلهٔ یک نمای رنگی ثابت (معمولاً از رزین‌های پلی‌استر، ماسه سیلیس و مواد شیمیایی مختلف دیگر تشکیل شده است) که به واحد بنایی بتنی می‌چسبند، ساخته می‌شود یک سطح صاف غیرقابل نفوذ ارائه می‌دهند.
بلوک شیشه‌ای یا آجر شیشه‌ای بلوک‌هایی هستند که از شیشه ساخته شده تا دید نیمه‌شفاف تا شفافی از داخل بلوک‌ها ایجاد کنند.

## کارهای سنگی
بلوک‌های سنگی که در بنایی استفاده می‌شود می‌توانند تراشیده شده یا ناهموار باشند، اگرچه در هر دو نمونه گوشه‌ها، در و چارچوب‌های پنجره و ناحیه‌های مشابه معمولاً ابزار خورده هستند. بنایی سنگی با استفاده از سنگ‌های تراش شده به عنوان سنگ نما شناخته می‌شود، در حالی‌که بنایی با استفاده از سنگ‌های که بی‌قاعده شکل داده شده، به عنوان سنگ بادبُر نامنظم شناخته می‌شود. با انتخاب با دقت سنگ‌ها یا با برش‌دادن آنها، هر دو می‌توانند در ردیف‌های با ارتفاع یکسان قرار داده شوند. اما بخش زیادی از بنایی سنگی به‌صورت ردیف‌های نامنظم هست.
- بنایی سنگی سطح صاف یک دیوار ترکیبی از بتن مسلح با یک نمای سنگی بادبر تولید می‌کند.
- نمای سنگ طبیعی روی واحد بنایی بتنی، درجا یا با نصب دیوارک‌های بتنی، که ظاهر سنگ نما را نشان دهد، به‌طور گسترده‌ای استفاده می‌شود.
- گاهی سنگ رودخانه‌ای با سنگ‌های بیضی شکل صیقلی به عنوان نما استفاده می‌شود. این نوع مصالح مناسب برای بنایی توپر نیست زیرا به مقدار زیادی ملات احتیاج دارد و ممکن است فاقد مقاومت سازه‌ای ذاتی باشند.
- نماهایی از سنگ ساخته شده یا سنگ‌تراش خورده گزینه مناسبی به‌جای سنگ‌های طبیعی هستند.
- نماهای سنگی ساخته شده معمولاً از بتن ساخته می‌شوند.
- سنگ‌های طبیعی از معادن سراسر جهان نمونه‌برداری و با استفاده از قالب‌ها، سنگدانه‌ها، و رنگ‌دانه‌ها با رنگ ثابت، بازتولید می‌شوند.
- برای بینندهٔ معمولی، بین نمای سنگ طبیعی و سنگ ساخته شده، ممکن است تفاوت بصری وجود نداشته باشد.

## گابیون‌ها
گابیون‌ها سبدهایی، معمولاً از جنس فولاد روکش شده از جنس روی (فولاد گالوانیزه) هستند که با سنگ‌های شکسته سایز متوسط پُر شده‌اند. این‌ها به‌عنوان یک واحد مجزا عمل می‌کنند و برای ایجاد دیوار حائل و نگهدارنده با عقب‌نشینی در ارتفاع به یکدیگر چفت و بست می‌شوند. مزیت آن‌ها این است که هم خوب زهکشی شده و هم انعطاف‌پذیر هستند و در مقابل سیل، جریان آب از بالا، آسیب یخ زدگی، و جریان خاک مقاوم هستند. عمر مفید مورد انتظار آن‌ها به اندازهٔ عمر میلگردهایی (سیم) است که با آنها ساخته شده‌اند و اگر در شرایط شدید آب و هوایی (مانند کنار ساحل در محیط نمکی) استفاده شوند، باید از یک میلگرد مناسب، مقاوم در برابر خوردگی ساخته شود. اکثر گابیون‌های مدرن مستطیلی شکل هستند. گابیون‌های اولیه اغلب سبدهای استوانه‌ای بافت حصیری و در دو انتها باز بودند که معمولاً برای ساخت و ساز موقت، اغلب نظامی، استفاده می‌شد.
کارهای مشابهی را می‌توان با سنگ‌دانه‌های طولی با استفاده از محصور شدگی سلولی انجام داد.

## محافظ حریق غیرعامل
دیوار بنایی به دلیل آب داخلی، خاصیت گرماگیری دارد، مانند آب محصور شیمیایی، رطوبت آزاد در بلوک بتنی، و بتن پاشیده شده اگر هسته‌های توخالی داخل بلوک‌ها پر شود. سازه بنایی می‌تواند درجه حرارتی تا ۱۰۰۰ درجه فارنهایت را تحمل کند و می‌تواند تا چهار ساعت در برابر آتش مستقیم مقاومت کند. علاوه بر آن، بنایی بتنی در ۹۳٪ مواقع آتش را در محل منشأ نگه می‌دارد. به همین دلیل، واحدهای بنایی بتنی در بالاترین رده‌بندی انتشار شعله آتش، a رده A، قرار داده می‌شود. همچنین ساختمان‌های بنایی می‌توانند برای افزایش ایمنی به نحوی ساخته شوند که خسارت آتش‌سوزی کاهش یابد، مانند استفاده از برش‌های ضد حریق در حین ساخت.

## اتحادیه بنایی
- اتحادیه بین‌المللی آجرچین‌ها و صنعتگران متحد
- اتحادیه پیمانکاران بنّا آمریکا
- اتحادیه بین‌المللی بنّاها و اندودهای اجرایی